# Crenichthys
Crenichthys és un gènere de peixos pertanyent a la família dels goodèids.

## Descripció
- Fan fins a 5 cm de llargària màxima.
- Absència d'aletes pelvianes.
- Aleta anal relativament grossa.
- Una o dues fileres de taques negres al llarg de cada flanc.[2]

## Hàbitat i distribució geogràfica
Són dues espècies endèmiques que viuen en fonts termals de Nevada (els Estats Units).

## Taxonomia
- Crenichthys baileyi (Gilbert, 1893)[4][5][6]
  - Crenichthys baileyi albivallis (Williams & Wilde, 1981)
  - Crenichthys baileyi baileyi (Gilbert, 1893)
  - Crenichthys baileyi grandis (Williams & Wilde, 1981)
  - Crenichthys baileyi moapae (Williams & Wilde, 1981)
  - Crenichthys baileyi thermophilus (Williams & Wilde, 1981)
- Crenichthys nevadae (Hubbs, 1932)[7][8][9][10][11][12][13]